# Xilam
Xilam — французская кинокомпания, которая специализируется на мультсериалах. Основана в 1999 году на базе компании Gaumont Multimédia. Основатель — продюсер Марк дю Понтавис.

## История
Созданию студии Xilam предшествовало тесное сотрудничество Марка дю Понтависа с компанией Gaumont в начале 1990-х годов. С 1990 года Марк дю Понтавис занимал должность продюсера, а также являлся соучредителем телестудии Gaumont Télévision, производившей несколько рейтинговых программ для французского телевидения. В 1994—1998 годах несколько мультипликационных сериалов, таких как «Инопланетяне» и «Огги и тараканы» получили огромный международный успех, но лишь в 1999 году компания Xilam приобрела долю производства у Gaumont, а также ряд активов Gaumont Multimédia. В частности тогда, под первоначальным названием компании были выпущены первые два сезона мультсериала «Огги и тараканы».
С 2002 года Xilam имеет собственный листинг на Парижской фондовой бирже.
В 2003 году снят первый полнометражный анимационный художественный фильм с использованием компьютерной графики.
В 2007 году увидел свет полнометражный мультфильм «Счастливчик Люк: Путешествие на запад», посвященный одноименному герою комиксов, снятый режиссёром Оливье Жан-Мари.
В 2008 году Xilam выкупила вьетнамскую анимационную студию Armada.
3 ноября 2015 года Xilam объявила об открытии в первом квартале 2016 года новой студии Pôle Pixel в Вийёрбане, с целью ускорения темпов производства своей кинопродукции. Новая студия занимается выпуском нового мультсериала «Паприка», а также второго сезона мультсериала «Magic». Также Xilam продолжила производство трёх новых сезонов мультсериала «Огги и тараканы» с использованием технологии 4K Ultra HD. В дополнение к студии в Вийёрбане была открыта еще одна в Ангулеме, которая занимается национальной локализацией продукции студии Xilam, для её проката на «чистом» французском языке.

## Происхождение названия
Название компании происходит от имени жены основателя Аликс и основателя компании Марка дю Понтависа. Название составлено из имён, записанных в обратном порядке, но звучащих в соответствии с правилами фонетики (Ксила + М).

## Фильмография

### Анимационные сериалы
1. 1997 : Инопланетяне (2005 год : второй сезон)
2. 1997 : Наездники драконов
3. 1997 : Небесные танцоры
4. 1997 : Огги и тараканы (2000 : второй сезон)
5. 2001 : Счастливчик Люк
6. 2003 : Крысаки
7. 2004 : Toupou
8. 2006 : Школа Сюрикен
9. 2006 : Rantanplan
10. 2006 : Magic
11. 2007 : Рахан
12. 2009 : Мистер Малыш
13. 2010 : Зиг и Шарко
14. 2010 : Далтоны
15. 2016 : Начало времён
16. 2017 : Паприка (Стэн и Оливия)
17. 2021 : Огги Огги
18. 2022 : Огги и тараканы: Новое поколение

### Анимационные фильмы
1. 2003 : Каена: Пророчество
2. 2007 : Школа Сюрикен в кино
3. 2007 : Счастливчик Люк: Путешествие на Запад
4. 2013 : Невероятные приключения кота
5. 2019 : Я потерял свое тело (Netflix)